# Kai Christian Moritz
Kai Christian Moritz (* 1976 in Bonn) ist ein deutscher Schauspieler.

## Leben
Nach seinem Abitur 1995 studierte er Dramaturgie, Neuere Deutsche Literatur und Englische Literatur an der LMU München, bevor er von 1995 bis 2000 klassischen Gesang am Richard-Strauss-Konservatorium München und von 1997 bis 2000 Schauspiel am Neue Münchner Schauspielschule und Bayerische Theaterakademie August Everding studierte.
Vom Jahr 2000 an arbeitete er bis auf eine Fernsehserienrolle im Jahr 2019 ausschließlich am Theater. Stationen waren das Bayerische Staatsschauspiel München, von 2001 bis 2005 das Theater Konstanz, von 2005 bis 2015 Mainfranken Theater Würzburg, sowie Gastauftritte in Gera/Altenburg und Saarbrücken.
Ab 2017 arbeitete er auch als Regisseur im Bereich des Musiktheaters.
In der Fernsehserie Sturm der Liebe spielte Moritz 2019 den Therapeuten Dr. Timothy Neunecker.
Er gehört mit Johanna Beck und Johannes Norpoth dem Sprechergremium des Betroffenenbeirats der Deutschen Bischofskonferenz zur Unterstützung von Opfern sexuellen Missbrauchs in der römisch-katholischen Kirche in Deutschland an (Stand 2022). Er ist mit anderen Personen Träger des Herbert-Haag-Preises 2022.

## Filmografie

### Sprecher
- 2016: flyeralarm-Werbevideo

### Fernsehen
- 2019: Sturm der Liebe

## Preise & Auszeichnungen
- 2010: Großer Theaterpreis Würzburg
- 2013: Schauspielpreis der Bayerischen Theatertage
- 2015: Schauspielpreis der Bayerischen Theatertage
- 2022: Herbert-Haag-Preis[4]